# Pellenes longimanus
Pellenes longimanus är en spindelart som beskrevs av James Henry Emerton 1913. Pellenes longimanus ingår i släktet Pellenes och familjen hoppspindlar. Inga underarter finns listade i Catalogue of Life.